# Xiagongma (sockenhuvudort i Kina, Qinghai Sheng, lat 33,80, long 100,17)
Xiagongma (kinesiska: 下贡麻, 下贡麻乡, 折合血塘) är en sockenhuvudort i Kina. Den ligger i provinsen Qinghai, i den nordvästra delen av landet, omkring 350 kilometer sydväst om provinshuvudstaden Xining. Antalet invånare är 4 084. Befolkningen består av 1 843 kvinnor och 2 241 män. Barn under 15 år utgör 27,0 %, vuxna 15-64 år 66 %, och äldre över 65 år 6,0 %.
Runt Xiagongma är det mycket glesbefolkat, med 2 invånare per kvadratkilometer. Xiagongma är det största samhället i trakten. Trakten runt Xiagongma består i huvudsak av gräsmarker.
Genomsnittlig årsnederbörd är 760 millimeter. Den regnigaste månaden är juli, med i genomsnitt 160 mm nederbörd, och den torraste är december, med 5 mm nederbörd.